# Echiniscus pseudowendti
Echiniscus pseudowendti är en djurart som tillhör fylumet trögkrypare, och som beskrevs av Hieronymus Dastych 1984. Echiniscus pseudowendti ingår i släktet Echiniscus och familjen Echiniscidae. Inga underarter finns listade i Catalogue of Life.